# Emanuel Berg
Emanuel Berg (28 de desembre de 1981) és un jugador d'escacs suec, que té el títol de Gran Mestre des de 2004.
A la llista d'Elo de la FIDE del juliol de 2016, hi tenia un Elo de 2579 punts, cosa que en feia el jugador número 3 (en actiu) de Suècia. El seu màxim Elo va ser de 2627 punts, a la llista de novembre de 2010 (posició 135 al rànquing mundial).

## Resultats destacats en competició
El 2004 fou tercer a l'Obert de Badalona (el campió fou Chandran Panchanathan).
El 2007 va guanyar el Campionat Nòrdic. El setembre de 2007 fou subcampió de l'Obert Internacional de Liverpool després de fer taules a la darrera ronda contra Michael Adams. El novembre de 2007 participà en la Copa del Món on fou eliminat a la primera ronda per Ievgueni Naier.
El 2008 fou subcampió del Memorial Najdorf empatat de punts amb el Tomi Nybäck (el campió fou Krishnan Sasikiran).
Els anys 2009 i 2010 fou campió de Suècia.
El 2015 fou 1r-5è (segon en el desempat) de l'Obert de Västerås amb 7 punts de 9, els mateixos punts que Georg Meier, Hans Tikkanen, Aryan Tari i Martin Lokander.

### Participació en olimpíades d'escacs
Berg ha participat, representant Suècia, en set Olimpíades d'escacs entre els anys 2002 i 2014 (dos cops com a 1r tauler), amb un resultat de (+24 =21 –21), per un 52,3% de la puntuació. El seu millor resultat el va fer a l'Olimpíada del 2014 en puntuar 6 de 8 (+4 =4 -0), amb el 75,0% de la puntuació, amb una performance de 2529.